# Zaidan Al Nasir Saadi
Zidan Abu Maali, död 1627, var regerande sultan av Marocko mellan 1603 och 1627. Han tillhörde saadiernas dynasti.